# Rufinamidă
Rufinamida este un medicament derivat de triazol, fiind utilizat ca agent antiepileptic, în tratamentul unor tipuri de convulsii. Calea de administrare disponibilă este cea orală.

## Utilizări medicale
Rufinamida este utilizată ca terapie adjuvantă în tratamentul convulsiilor asociate sindromului Lennox-Gastaut.